# 大分市立明野中学校
大分市立明野中学校（おおいたしりつ あけのちゅうがっこう）は、大分県大分市明野南三丁目にある公立中学校である。

## 概要
明野地区は第二次世界大戦前までは原野であったが、大戦後に開拓が進められた。そして、当時明治村に属しており、周辺が猪野と呼ばれていたことから「明」と「野」を採って「明野」と名付けられた。「明野」には、「明（ひら）けいく野原」という意味も込められていた。
1960年代に入ると、大分臨海工業地帯の計画が具体化し同工業地帯に近い明野地区では1965年（昭和40年）から大分県最大の住宅団地である明野団地の開発が進められた。
明野中学校は、明野団地の開発による生徒増に伴い1972年（昭和47年）4月に大分市立城東中学校から分離して同団地内に開校した。
校区内は基本的には住宅地であるが、大分工業高等専門学校、私立大分中学校・高等学校、3校の公立小学校といった教育機関が集中する文教地区でもある。

## 通学区域
- 大分市立明野東小学校通学区

明野東一丁目～五丁目、明野高尾一丁目・二丁目、明野南三丁目8番～21番、横尾の一部、下郡の一部
- 大分市立明野西小学校通学区

明野西一丁目・二丁目、明野南一丁目～三丁目(三丁目8番～21番を除く。)、東明野の一部、牧の一部、明野高尾三丁目・四丁目、下郡の一部
- 大分市立明野北小学校通学区

明野北一丁目～五丁目、牧の一部、千歳の一部、小池原の一部、東明野の一部、法勝台一丁目

## 交通
- バス：大分バス変電所経由明野団地行きで明野中学校停留所下車
- 自動車：JR九州大分駅より約20分

## 著名な出身者
- 永井秀樹 - 元プロサッカー選手
- 三浦淳寛 - 元プロサッカー 選手・日本代表経験者
- 永井篤志 - 元プロサッカー選手
- 福元洋平 - プロサッカー選手
- 藤田優人 - プロサッカー選手
- 坂井大将 - サッカー選手
- 宮﨑大輔 - ハンドボール選手・日本代表経験者
- 近藤悦子 - 柔道選手
- 源田壮亮 - プロ野球選手・日本代表経験者 埼玉西武ライオンズ所属
- 小幡竜平 - プロ野球選手 阪神タイガース所属
- 渡部仁 - プロ ハンドボール選手
- 小田崇之 - OBS大分放送 アナウンサー

## その他

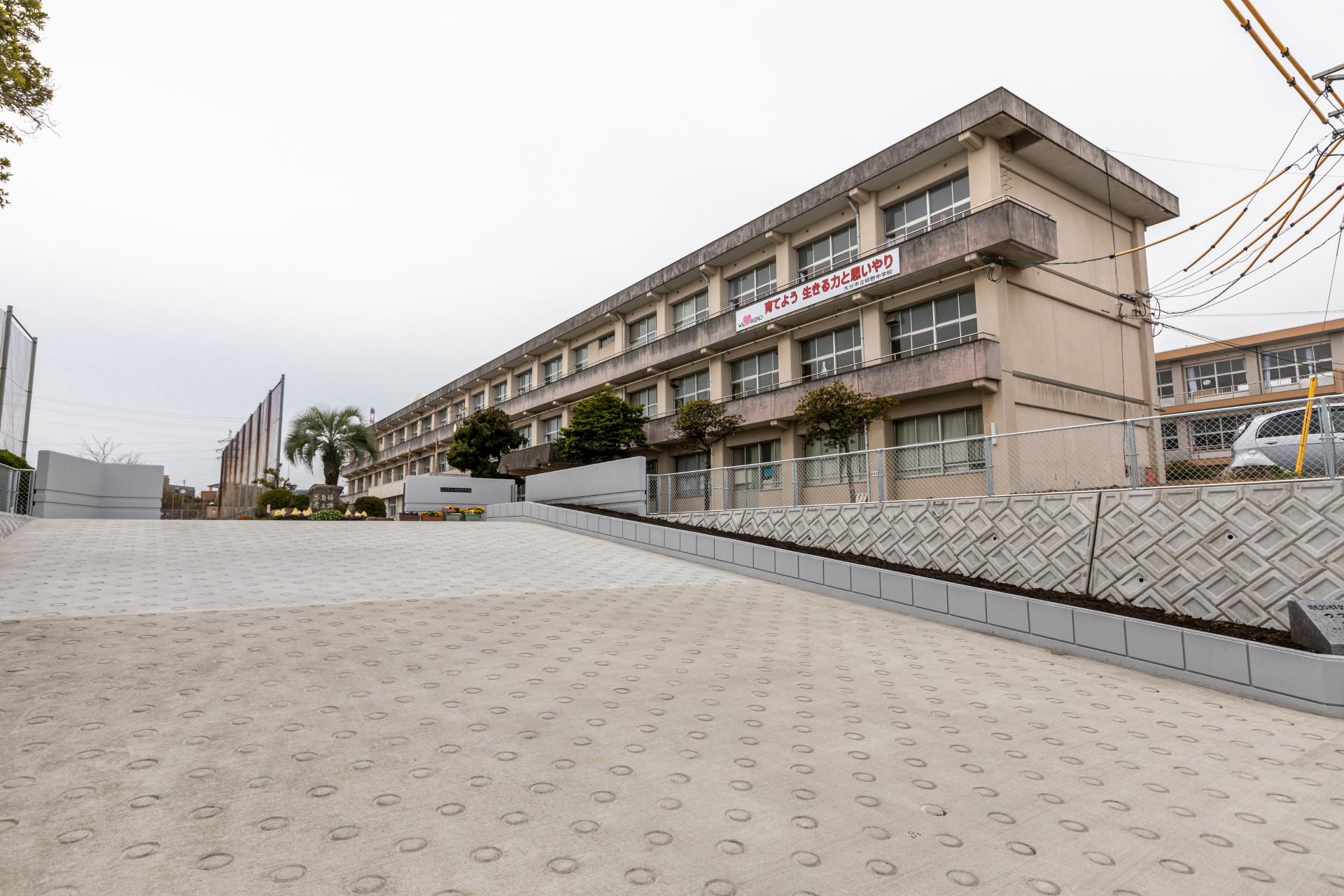
正門

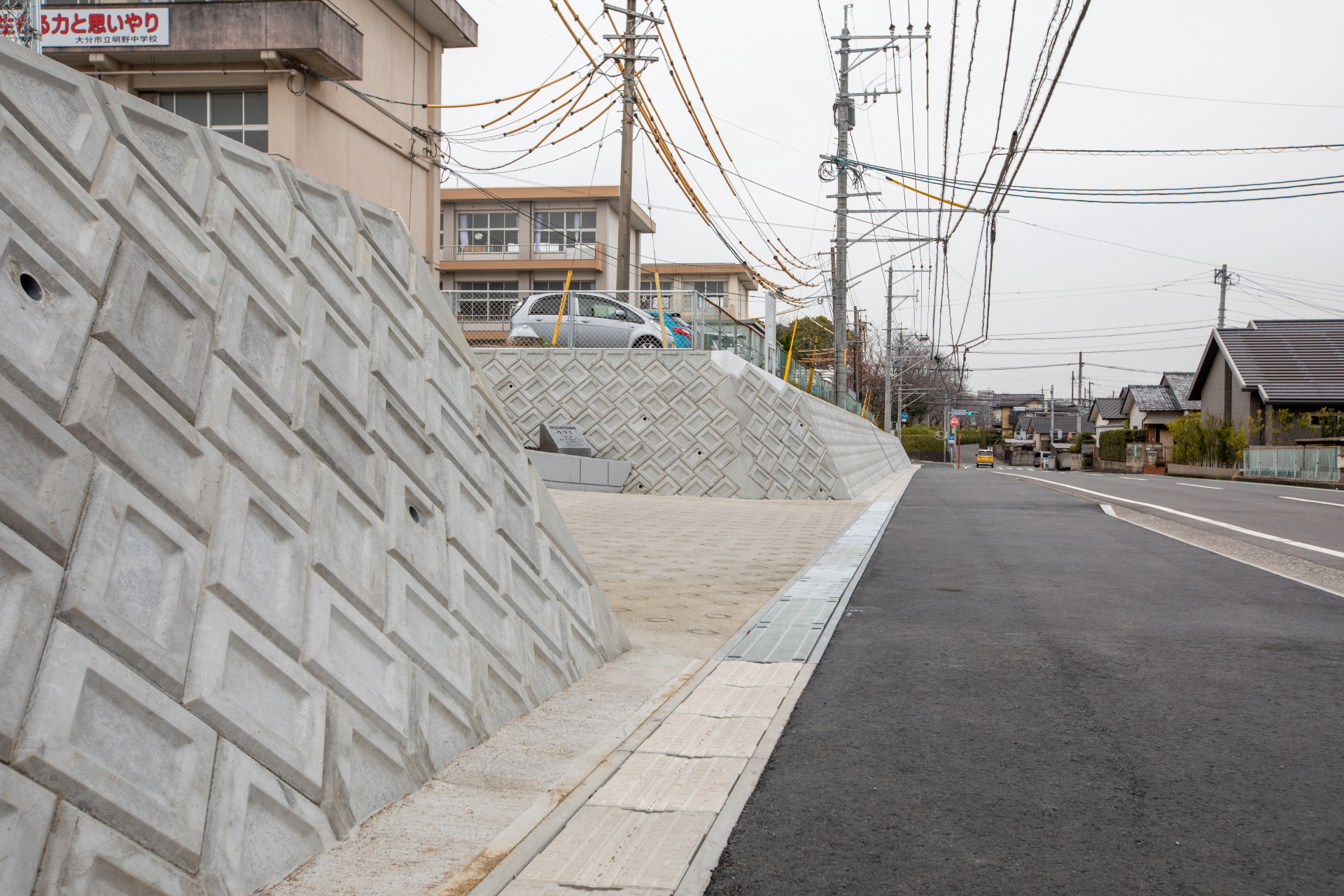
正門前の通学路

- 2020年3月　通学路の拡張と正門の改修

１０月３０日明野中学校開校50周年式典